# Klangtreue
Mit Klangtreue wird die Fähigkeit einer idealen elektro-akustischen Übertragungsanlage bezeichnet, das aufgenommene Klangbild so reproduzieren zu können, dass zwischen Original und der Wiedergabe durch Lautsprecher kein hörbarer Unterschied besteht. Eine entsprechende Musikproduktion nennt man audiophil.
Synonym zu „Klangtreue“ werden die Begriffe „Originaltreue“, „Wiedergabetreue“ und „perfekte Wiedergabe“ gebraucht. Der Begriff „High Fidelity“ oder kurz „Hi-Fi“ bezeichnet denselben Sachverhalt auf dem Sektor der Heimtonanlagen, die qualitativ einen weiten Bereich umfassen.
Der Begriff „Klangtreue“ kennzeichnete in der Vergangenheit stets den neuesten Stand der technischen Entwicklung, wird also nicht absolut gesehen.